# 東町 (熊本市)
東町（ひがしまち）は、熊本市東区の地名。健軍地区に隣接し、深い関わりを持つ。ここでは東町地区の南側に隣接する東本町（ひがしほんまち）についてもあわせて記載する。

## 概要
熊本市の東部に位置し、健軍町電停の北東に広がる町である。戦時中に三菱重工業の飛行機工場が建ち、爆撃対象となったこともある。戦後、その跡地に公営住宅や国や県の公的機関、学校、自衛隊の駐屯地などが建ち、健軍周辺の発展に大きく寄与することになる。

## 周辺・施設
第二空港線より北側の東町1・2丁目は自衛隊の健軍駐屯地の敷地が大部分を占めている。第二空港線より南側一帯（東町3、4丁目・東本町）に国家公務員・自衛隊官舎、県営住宅、市営住宅、UR都市機構、NTT、郵政などの各大型集合団地が広がっている。
- 東区役所（税務大学校の運動場敷地を転用して建設された、唯一の完全新設の区役所庁舎）
- 陸上自衛隊西部方面隊（健軍駐屯地）
- 自衛隊熊本病院
- 熊本市立熊本市民病院
- 熊本東税務署
- 熊本東年金事務所
- 熊本東警察署
- 熊本運輸支局
- 熊本県自動車会館
- 熊本県トラック協会
- 熊本県軽自動車協会
- 熊本県産業技術センター
- 熊本土木事務所
- 熊本県総合保険センター
- 熊本東消防署
- 熊本市都市建設局土木部
- グランド肥後
- ピネル記念病院

## 商業施設
- サンロードシティ熊本
  - マックスバリュ
  - ベスト電器
  - ユニクロ
  - ゲオ
  - サンドラッグ
  - 明屋書店
  - 和風レストラン 庄屋
- マークス
  - マルミヤストア東町店
  - はるおかスイミングスクール
  - シモカワ東町店
  - ぶんぐMART さくら館
- ホームセンターダイキ
  - イエローハット

健軍商店街（ピアクレス）も徒歩圏内である。

## 交通関係
- 第二空港線
- 自衛隊通り（桜の並木があり花見の名所となっている）
- 益城熊本空港インターチェンジも車で5分程度の距離である。
- 九州産交バス
- 熊本都市バス
- 熊本バス（2012年4月より東区役所に乗り入れ開始）
- 熊本市電健軍町電停

第二空港線沿いには、自衛隊前と東町中央という九州産交バスのバス停があり、熊本市内中心部や熊本県庁、佐土原・沼山津や益城町木山を結ぶ一般の路線バスのほか、九州内の各都市（福岡・長崎・佐世保・大分・宮崎・延岡・鹿児島）や熊本県南部（八代・人吉・多良木）を結ぶ高速バスや特急バス、熊本空港へ向かうリムジンバス、熊本空港を経由して高森を結ぶ快速バスも停車する。

## 教育施設
- 熊本税務大学校
- 熊本県立第二高等学校（1968年に熊本城内より現在地に移転）
- 熊本県立盲学校・熊本県立熊本聾学校
- 熊本市立健軍東小学校
- 熊本市立東町小学校
- 熊本市立東町中学校